# Charles-Félix Parent de Rosan
Charles-Félix Parent de Rosan, né le 13 février 1798 à Paris et mort le 8 février 1890 à Auteuil, dans le 16e arrondissement de Paris, est un avocat, philanthrope et érudit français. Il prend le nom « de Rosan » à la suite de son mariage avec Amélie de Rosan le 24 octobre 1833 à Paris. 
Son portrait, peint par Alexis Joseph Pérignon, fut reproduit et publié dans l'édition du 1er janvier 1906 du catalogue La Correspondance historique et archéologique : organe d'informations mutuelles entre archéologues et historiens.

## Biographie
Avocat pendant quelques années, il succède en 1830 à son père dans la direction de la banque que celui-ci avait fondée, mais, devenu banquier malgré lui, il se laisse bientôt tenter par la littérature dramatique et la poésie lyrique, puis enfin se donne tout entier aux recherches historiques, qu'il poursuit jusqu'à la fin de sa vie. Si sa curiosité était générale, ses collections de documents concernèrent tout particulièrement l'histoire des localités qu'il habita successivement : Montmartre, Saint-Germain-en-Laye, Versailles et Auteuil. Il fut aussi historien du théâtre et collectionneur. 

## Les legs Parent de Rosan
Il meurt au no 3 la grande Avenue de la Villa-de-la-Réunion (16e arrondissement de Paris). Selon son vœu, cette maison devient ensuite un hôpital écrit l'historien de Paris Jacques Hillairet. L'Assistance publique - Hôpitaux de Paris (AP-HP) note pour sa part qu'il s'agit d'un orphelinat, ouvert en 1895, qui accueille douze fillettes pauvres, avec l'ambition de les préparer à un emploi. En 1960, l'institution, alors rattachée à l'ensemble hospitalier Sainte-Perrine - Chardon-Lagache - Rossini, compte 60 places. En 1962, elle passe de l'Assistance publique à l'aide sociale à l'enfance et en 1968 ses droits et obligations sont transférés à la préfecture de Paris. Il s'agit actuellement d'un foyer. 
Son testament est librement consultable sur le site Gallica.

## Hommage
Une rue portant son nom se trouve dans le même arrondissement, la rue Parent-de-Rosan, baptisée en 1912.